# بیناجنس (زیست‌شناسی)
تراجنس (به انگلیسی: Intersex)، یک اصطلاح کلی برای جانداری است که دارای ویژگی‌های جنسی میان نر و ماده است. اصطلاح تراجنس، معمولاً برای اعضای غیرطبیعی گونه‌های جداجنسی که معمولاً نازا هستند به کار می‌رود. نباید با اصطلاح هرمافرودیت اشتباه شود.
تراجنس در پستانداران، ماهیان، نماتدها و سخت‌پوستان گزارش شده است.